# 乐素河镇
乐素河镇，是中华人民共和国陕西省汉中市略阳县下辖的一个乡镇级行政单位。

## 行政区划
乐素河镇下辖以下地区：
乐素河村、任家坝村、方家沟村、周家坪村、双集垭村、瓦房村、小湾村、寒峰沟村、武家营村、大七垭村、石瓮子村、徐家坝村、邓家垭村、玉家山村和桃园子村。